# Alberto Vivian
Alberto Vivian (Legnano, 1º giugno 1944 – Novara, 16 febbraio 1995) è stato un calciatore italiano, di ruolo libero.

## Carriera
Difensore eclettico, capace di giocare sia da terzino destro che da stopper.
Cresce nel Mocchetti di San Vittore Olona, da dove lo preleva la Pro Patria, che lo porta nel proprio settore giovanile. Dopo alcune stagioni debutta in prima squadra in Serie B. Nel campionato 1965-66, segna il suo primo gol in serie cadetta, il 2 gennaio 1966, nella gara Pro Patria - Genoa 1-0. Nel  Novembre 1966 viene ceduto al Foggia.
Ha disputato nove incontri della Serie A 1966-1967 con la maglia del Foggia.
Nella seconda parte della carriera è divenuto una "bandiera" del Novara, in cui ha militato dal 1969 al 1977 (sette campionati di Serie B e uno di Serie C). Fra i cadetti ha disputato 321 presenze e messo a segno 26 reti nelle file di Pro Patria, Foggia e Novara.
Cessata l'attività agonistica, intraprende quella di enologo. Apre a Novara l'enoteca Vivian Vino, riconosciuta a livello nazionale.
A 35 anni tenta di riprendere l'attività con il Gozzano, ma durante le visite mediche gli viene diagnosticata una aplasia midollare, che supera grazie al trapianto di midollo osseo donato dal fratello Armando. Scompare il 16 febbraio 1995 all'ospedale Maggiore di Novara all'età di 50 anni a seguito di leucemia acuta.

## Palmarès

### Club

#### Competizioni nazionali
- Serie C: 1

Novara: 1969-1970